# Новобалтачево (Краснокамський район)
Новобалта́чево (рос. Новобалтачево, башк. Яңы Балтас) — присілок у складі Краснокамського району Башкортостану, Росія. Входить до складу Арланівської сільської ради.
Населення — 30 осіб (2010; 34 у 2002).
Національний склад:
- башкири — 85 %